# Aleksandar Tišma
Aleksandar Tišma (en serbio: Александар Тишма) (Horgoš, Reino de Yugoslavia, 16 de enero de 1924- Novi Sad, 6 de febrero de 2003) fue un escritor serbio.

## Biografía
Tišma nació en 1924, hijo de un comerciante serbio cristiano y un ama de casa judía húngara, en Horgoš, Vojvodina, en la frontera entre Yugoslavia y Hungría. Creció, como su padre, bautizado ortodoxo y multilingüe, en la entonces multiétnica ciudad de Novi Sad; Además de serbio y húngaro, aprendió alemán y francés con fluidez gracias a un tutor.
Asistió a la escuela en Novi Sad, donde se graduó de la escuela secundaria en 1942. En Belgrado estudió alemán, inglés y francés. En 1942 se mudó con amigos a Budapest para escapar de los arrestos masivos en la Yugoslavia, ocupada por los nazis. Comenzó allí a estudiar economía y lenguas romances. En 1944, sin embargo, fue reclutado en un campo de trabajo en Transilvania para cavar trincheras contra el avance del Ejército Rojo. Después de la disolución del campo de trabajo, participó en el movimiento de liberación popular a partir de noviembre de 1944.
A partir de 1945 trabajó como periodista para los periódicos Slobodna Vojvodina y Borba. En 1949 regresó a Novi Sad y se convirtió en redactor en jefe de la editorial de la asociación cultural Matica Srpska. A partir de 1950 trabajó en obras literarias. En 1954 se graduó de la Facultad de Filosofía de la Universidad de Belgrado con una licenciatura en inglés. Además de sus obras literarias, tradujo del alemán y del húngaro. Desde 1958 fue editor de "Letopis Matice srpske".
Tišma emigró durante las guerras de Yugoslavia en la década de 1990. Después de no poder obtener la ciudadanía israelí, porque su madre se había convertido formalmente a la fe cristiana ortodoxa, se mudó a Europa occidental, viviendo principalmente en Francia. Más tarde regresó a Novi Sad.
Aleksandar Tišma fue escritor residente en la Literaturhaus Basel de mayo a agosto de 2000. 
El trabajo de Tišma se considera parte de la literatura mundial. En sus novelas y cuentos se centró en el fracaso del humanismo europeo. Cuando era adolescente se enfrentó a las atrocidades de los nazis, la guerra relámpago de Hitler en abril de 1941, el asesinato en masa de Novi Sad en enero de 1942 y la ocupación de Batschka por las tropas húngaras y alemanas en la primavera de 1944. Sus obras son esencialmente un procesamiento de estos eventos. Entre otras cosas, abordan dilemas morales que están específicamente asociados con sobrevivir a la Shoah (por ejemplo, el sistema de funcionarios penitenciarios desde la perspectiva de la investigación del Holocausto y el síndrome de culpa del sobreviviente desde una perspectiva psicológica). Su hijo es el artista de performance Andrej Tišma, nacido en Novi Sad en 1952.

## Obra
Traducida al español
- Lealtades y traiciones, Acantilado, ISBN 978-84-17346-53-9
- El uso del hombre, Acantilado, ISBN 978-84-15689-46-1
- A las que amamos, Acantilado, ISBN 978-84-96136-89-2
- El libro de Blam, Acantilado, ISBN 978-84-96489-76-9
- El Kapo, Acantilado, ISBN 978-84-96136-58-8
- Sin un grito, Acantilado, ISBN 978-84-96834-47-7

Ciclo de obras, ordenado según la cronología de la primera publicación serbocroata (traducción al alemán)
Los siguientes cinco libros, que el propio Tišma más tarde llamó su Pentateuco personal, forman el centro de su obra como un ciclo, al describir destinos individuales como la guerra y la ocupación y la Holocausto tiene un impacto en el presente de posguerra de la vida en la ciudad natal de Tišma, en el norte de Serbia, Novi Sad:
- El libro de Blam. Traducción de Barbara Antkowiak, Hanser, Múnich/Viena 1995, ISBN 978-3-446-17822-9 . (Orig. 1971/72 como Knjiga o Blamu)

El judío bautizado Blam busca en las calles de Novi Sad rastros de su juventud y de su identidad. Se siente excluido de la vida, aislado de su esposa y separado de su familia y amigos que murieron en el Holocausto o en la resistencia.
- El uso del hombre. Traducción de Barbara Antkowiak, Hanser, Múnich/Viena 1991, ISBN 978-3-446-15752-1 . (Orig. 1976 como Upotreba čoveka . )

Trata de la destrucción por la guerra y el terror de una sociedad moldeada por la coexistencia pacífica de alemanes, húngaros, judíos y serbios. La destrucción de la personalidad y la dignidad se hace visible sobre la base de cuatro destinos: los sobrevivientes han sido mutilados físicamente o, como la alemana Vera, que es  "mitad judía", que fue abusada como prostituta en un campo de concentración, regresan a su ciudad natal como personas quebrantadas y no encuentran apoyo en la sociedad.
- La escuela de la impiedad. Traducción de Barbara Antkowiak, Hanser, Múnich/Viena 1993, ISBN 978-3-446-17042-1 . (Orig. 1978 como Škola bezbožništva)

Cuatro historias principalmente sobre personas en situaciones extremas.
- Lealtades y traiciones. Traducción de Barbara Antkowiak, Hanser, Múnich/Viena 1999, ISBN 978-3-446-19667-4 . (Orig. 1983 como Vere i zavere)

Una historia de amor entre el abogado Sergej y la alemana Inge, expulsada tras la guerra, que visita su pueblo natal de Novi Sad para vender una propiedad. Sergej, traumatizado por terribles experiencias como partisano en la guerra, intenta salir de su miserable vida a través de esa historia de amor. Pero es incapaz de sentirse feliz.
- Capo Traducción de Barbara Antkowiak, Hanser, Múnich/Viena 1997, ISBN 978-3-446-19134-1 . (Original 1987 como Kapo.)

El judío Vilko Lamian sobrevivió al ponerse del lado de los nacionalsocialistas ("Kapo") bajo una identidad falsa y, por lo tanto, convertirse él mismo en un perpetrador. Acosado por su conciencia, parte en busca de una de sus víctimas, la judía Helena Lifka.
Otras obras traducidas al alemán (ordenadas según el año de traducción)
- Precio de mentir. Obra de teatro representada en Iserlohn (Alemania Occidental) en 1954, estrenada en Niš (Yugoslavia) en 1953

El material de su primera obra [..] fue un juicio político en Praga, donde un ministro y antiguo comunista fue juzgado por traición y espionaje, y su hijo, un estudiante, fue persuadido por el servicio secreto para que testificara contra su padre. Por el falso testimonio, el padre fue condenado a muerte, pero luego su hijo, el estudiante, también se quitó la vida. Esta obra se representó en Iserlohn en 1954. Tišma recibió una invitación para asistir al estreno, pero desde la toma del poder en Yugoslavia se le ha negado el pasaporte por ser un opositor político de Yugoslavia. Tišma se disculpó con la dirección del teatro Iserlohn por no poder participar en la función por motivos familiares y, como él mismo dijo, él mismo mintió. El precio de esta mentira fue que Tišma solo pudo emigrar a Alemania décadas después. A partir de entonces, sin embargo, su reputación internacional creció a una velocidad vertiginosa.
Gabriella Schubert

- A las que amamos Traducción de Barbara Antkowiak, Hanser, Múnich/Viena 1996, ISBN 978-3-446-17823-6 . (Orig. 1990 como Koje volimo.) Novi Sad después de la Segunda Guerra Mundial. Los tiempos son malos y la prostitución está prohibida. Pero el negocio de los proxenetas prospera mientras no los atrapen. Perspicaz, lacónico, sin ambigüedades y con el mayor respeto por sus personajes, Tišma cuenta el destino de aquellos que han sido defraudados en la vida en su búsqueda de un poco de felicidad.
- Sin un grito. Cuentos. 2001, ISBN 978-3-446-17823-6 . (Original 1980 como Bez krika.)
- Viaje a mi yo olvidado: Diario1942–1951, Meridianos de Europa Central. Traducción de Barbara Antkowiak, Hanser, Múnich/Viena 2003, ISBN 978-3-446-20359-4 . (Orig. 1951 y 1969 como Dnevnik 1942–1951 y Meredijani Srednje Envrope.)
- Recuerda siempre: Autobiografía. Traducción de Mirjana y Klaus Wittmann. Verlag Schöffling & Co, Frankfurt a. M. 2021, ISBN 978-3-89561-197-1, (Orig. 2000 como Sečaj se večkrat na Vali.)

Otras publicaciones (ordenadas por año de publicación en serbocroata; traducción del título entre paréntesis, género literario) sin traducción al español.
- Naseljeni svet, 1956 (El mundo habitado): Poemas
- Krčma, 1961 (Pub): Poemas
- Krivice, 1965 (Deuda): Cuentos
- Nasilje, 1965 (Violencia): Cuentos breves
- Za crnom devojkom, 1969 (persiguiendo a la chica negra): Novela
- Drugde, 1969 (Otro lugar): Diarios de viaje
- Mrtvi ugao, 1973 (El rincón muerto): Relatos breves
- Povratak miru, 1977 (Regreso a la calma): Cuentos breves
- Begunci, 1981 (Refugiados): Novela
- Hiljadu i druga noć, 1987 (Las mil y dos noches): Cuentos
- Nenapisana priča, 1989 (Historia no escrita): Discurso con motivo de la admisión a la Academia de Ciencias y Artes de Vojvodina
- Pre mita, 1989 (Antes del mito): Ensayos
- Široka vrata, 1989 (La puerta ancha): Novela
- Iskušenje ljubavi, 1995 (Tentación de amor)
- Šta sam govorio, 1996 (Lo que dije): Entrevistas
- Dan odlaganja, 1997 (El día de la procrastinación)
- Na kratkoj vožnji, 1998 (En un viaje corto): Cuentos
- Dozvoljene igre, 2000 (Juegos legales): Dramas
- Sečaj se večkrat na Vali, 2000 (Con la memoria eterna de Vali): autobiografía
- Dnevnik 1942–2001, 2001 (Diario 1942–2001)
- Pesme i zapisi, 2001 (poemas y ensayos)
- Najlepše pripovetke Aleksandra Tišme, 2001 (Los cuentos más bellos de Aleksandar Tišma): Cuentos seleccionados
- Oko svoje ose, 2001 (Sobre su propio eje): cuentos

Publicaciones póstumas
- Pisma Sonji, 2006 (A su mujer): Cartas. ISBN 978-86-86107-16-9
- Ženarnik, 2010 (este título es un neologismo formado a partir de la palabra serbia para "mujer", žena ): novela. ISBN 978-86-86611-56-7

## Adaptaciones cinematográficas
- Vere i zavere (2015/2016)

De septiembre a noviembre de 2015 tuvo lugar en Radio-televizija Vojvodine (RTV) el rodaje de la adaptación cinematográfica de la novela Vere i zavere ( Lealtad y traición ) en forma de serie de televisión de doce capítulos. Bajo la dirección artística de Žanko Tomić, Ivan Živković fue contratado como director y Đorđe Milosavljević como guionista. Los papeles principales fueron interpretados por Nina Janković, Goran Bogdan, Ivan Đorđević, Bojan Živković, Nikola Rakočević y Dragana Dabović. Los episodios fueron transmitidos desde el 13 de marzo al 5 de junio de 2016, por lo general, semanalmente.

## Premios
- Premio Branko (de la Unión de Escritores de Vojvodina en honor a Branko Radičević ) 1956
- Premio NIN de Literatura 1976
- Premio Andrić 1978
- Academia de Ciencias y Artes de Vojvodina (VANU): miembro correspondiente 1979, miembro de pleno derecho 1984
- Academia de Ciencias y Artes de Serbia (SANU) 1992 (después de su fusión con VANU)
- Premio del Libro de Leipzig para la Comprensión Europea (premio principal) 1996
- Premio Estatal de Austria de Literatura Europea 1996
- Orden Nacional del Mérito de Francia (Comandante), julio de 1997[15]
- Miembro de la Academia de las Artes (Berlín) 2003